# Sarcophaga chrysella
Sarcophaga chrysella är en tvåvingeart som först beskrevs av Robineau-desvoidy 1830.  Sarcophaga chrysella ingår i släktet Sarcophaga och familjen köttflugor. Inga underarter finns listade i Catalogue of Life.